# Moniqa Sunnerberg
Moniqa Sunnerberg, folkbokförd som Solveig Monika Holmberg Sunnerberg, född 3 maj 1939 i Linköping, är en svensk sångerska.

## Biografi
Sunnerberg debuterade i Stockholm på "Cabaret Tegnér" tillsammans med Hans Lindgren 1965. 1965–1970 följde så ett flertal krogshower, som på Berns i Stockholm och på Park Avenue och Lisebergsteatern i Göteborg tillsammans med Owe Thörnqvist. Vidare tillsammans med Carl-Gustaf Lindstedt på Valand i Göteborg och tillsammans med Carli Tornehave, också det på Valand. På Hamburger Börs i Stockholm gjorde hon krogshow tillsammans med Cornelis Vreeswijk.
Sin skivdebut gjorde Moniqa Sunnerberg 1971 med albumet "Sunnerligen". 
Hon har också genom åren gjort ett tjugotal Sverigeturnéer i Folkparkerna. I det sammanhanget kan nämnas en konsertuppsättning tillsammans med Thorstein Bergman med  tonsatta dikter av Nils Ferlin. Den spelades även på Jarlateatern i Stockholm och Lisebergsteatern i Göteborg. Det hela avslutades med en skivinspelning. 
Sunnerberg har även gjort ett flertal egna produktioner, bl.a. en "teaterkonsert" sammansatt av Harry Martinsons dikt och prosa med nytonsättningar och arrangemang för blåsarkvintett av kompositören Arne Olsson. Den turnerade Sverige runt åren 1983–1984. 
Hon har också gjort konsertturné med Åke Arenhills tonsatta dikter, en turné som även den resulterade i skivinspelning. 
Sin TV-debut gjorde Moniqa Sunnerberg 1966 i programserien "Allmänna Gränd". Förutom i ett 30-tal Caféprogram har hon medverkat i en mängd serier och underhållningsprogram, företrädesvis musikproduktioner. Bland spelfilmer hon medverkat i kan nämnas "Parade" av och med Jacques Tati 1972. 
Sin privatteaterdebut gjorde hon 1968 i Kardemummarevyn "Kyss Karlsson" på Folkan i Stockholm. Senare har hon spelat  på Stockholms Parkteater 1979–1987, Riksteatern 1978–1980 och Maximteatern 1981–1982. 1979 reste hon till Cypern för FN-tjänst i Underhållningsdetaljen där och 1981 blev hon vald till årets Ulla Winblad tillsammans med Staffan Percy som Bellman på Gröna Lund samt i Kungsträdgården. 
1990 och framåt följer så år som bildkonstnär, scenograf, kostymskapare och dekormålare. 
2005 startade hon tillsammans med sin man, skådespelaren och regissören Per Holmberg, Medevi Brunnsteater i Östergötland. 2010 flyttades det årets uppsättning till Skansen i Stockholm.
Bland hennes många scenografiarbeten kan nämnas Astrid Lindgren-museet i Vimmerby där hon verkade som utställningsscenograf.

## Filmografi
- Parade (1974)
- Bluff Stop (1977)
- Chez Nous (1978)
- Bevisbördan (TV, 1978)
- SK 917 har nettopp landet (TV, 1984)

## Teater

### Roller (ej komplett)
| År   | Roll                         | Produktion                                        | Regi               | Teater      |
| ---- | ---------------------------- | ------------------------------------------------- | ------------------ | ----------- |
| 1971 | Medverkande                  | Oh! Calcutta! Kenneth Tynan                       | Hans Bergström     | Folkan      |
| 1980 | Sjörövar-Jenny, prostituerad | Tolvskillingsoperan Bertolt Brecht och Kurt Weill | Lars Göran Carlson | Parkteatern |

## Diskografi
- Oh! Calcutta! (LP, med Tor Isedal, Lena Bergqvist, Ulf Brunnberg och Helena Fernell, Intersound ISOLP-105, 1971)
- Sunnerligen (LP, Intersound ISOLP-197-S, 1972)
- En kabaret, en show, ett tivoli (LP, med Thorstein Bergman, Polydor 2379 106, 1976)
- Gudskelov öronsusningen börjar avta (LP, med Åke Arenhill, Bäck  Silp 101, 1984)